# 臧荣绪
臧榮緒（415年—488年），東莞郡莒（今山東莒县）人。

## 生平
祖臧奉先，為建陵（江蘇沭陽西北）令。父臧庸民，為國子助教。幼年喪父，侍母至孝。遭逢亂世，與友人關康之俱隱於京口（江蘇鎮江），世稱二隱。萧道成为扬州刺史，徵为主簿，不就。一生屢有徵辟，皆坚辞不就。经常身穿黑色长袍，自號“披褐先生”。
荣绪純篤好學，嗜讀《五經》，著有《釋五經序論》；又精於史學，為追求真相，不惜行遍南北，进行实地考察。，據王隱、何法盛等晉書，另撰晉朝史書，起于宣帝創業，終于劉裕代晉，有紀、錄、志、傳共一百一十卷。是十八家晉史中最完備的一種，初唐重修《晉書》即以此為本。
齊武帝永明六年（488年）卒於京口之郊的江中金山。

## 延伸阅读
[在维基数据编辑]
 《南齊書·卷54》，出自萧子显《南齊書》